# Pamarru, Krishna
Pamarru là một mandal thuộc huyện Krishna, bang Andhra Pradesh, Ấn Độ.